# Kejsarn av Portugallien (film, 1925)
Kejsarn av Portugallien (engelska: The Tower of Lies) är en amerikansk dramafilm från 1925 i regi av Victor Sjöström. Den är baserad på romanen Kejsarn av Portugallien av Selma Lagerlöf.
Filmen kom ett år efter Sjöströms Han som får örfilarna, i vilken Lon Chaney och Norma Shearer också har huvudrollerna. Filmen antas vara förlorad, men ryktet säger att en kopia existerar i Danmark.

## Rollista
- Norma Shearer – Glory eller Goldie
- Lon Chaney – Jan
- Ian Keith – Lars
- Claire McDowell – Katrina
- William Haines – August
- David Torrence – Eric